# Zbigniew Kudłacz
Zbigniew Kudłacz (ur. 5 maja 1958 w Krakowie) – polski koszykarz występujący na pozycjach skrzydłowego oraz środkowego, reprezentant Polski.

## Osiągnięcia
Klubowe
- Mistrz Polski (1976)
- 2-krotny wicemistrz Polski (1977, 1984)
- Finalista Pucharu Polski (1983)
- Wicemistrz Polski Juniorów (1977)
- Uczestnik FIBA All-Star Game (1981)

Reprezentacja
- Uczestnik:
  - mistrzostw Europy:
    - 1979 – 7. miejsce
    - juniorów (1976 – 6. miejsce)
    - kadetów (1975 – 14. miejsce)

  - kwalifikacji olimpijskich (1980)